# Доћи и остати
Доћи и остати је југословенски филм из 1965. године. Режирао га је Бранко Бауер, а сценарио су писали Љубиша Козомара и Гордан Михић.

## Радња
У потрази за бољим условима живота три сељака, Радован, Јеремија и Гаша одлазе у велики град. Насупрот њиховом очекивању, дочекују их многе тешкоће и искушења. Радован учи вечерњу школу и успева да се уклопи у нову средину, Јеремија се враћа у село, а Гаша после неуспеле љубави, одлази са једним вршњаком да на неком другом месту потражи бољу срећу.

## Улоге
| Глумац                 | Улога               |
| ---------------------- | ------------------- |
| Војислав Мићовић       | Јеремија            |
| Драгомир Бојанић Гидра | Радован             |
| Коле Ангеловски        | Гаша                |
| Мија Алексић           | Ђорђе               |
| Северин Бијелић        | возач камиона       |
| Мира Динуловић         | Ђорђева пријатељица |
| Милан Јелић            | Гаврилов друг       |
| Марија Кон             | Ђорђева жена        |
| Мило Мирановић         |                     |
| Милан Срдоч            | Човек који свира    |
| Павле Вуисић           | Милета              |
| Иван Јонаш             | Портир              |
| Ратко Милетић          |                     |

## Награде
- Пула 65' - филм је награђен Сребрном ареном као трећи најбољи филм те Златном ареном за најбољу музику[2]
- Пула 65' - Награда ЦК Савеза омладине Југославије и листа Младост Колету Ангеловском[2]